# Období Jar a podzimů

Čínské státy v 5. století př. n. l. na přelomu období Letopisů (Jar a podzimů) a období Válčících států

Období Jar a podzimů, nebo též období Letopisů (čínsky pchin-jinem Chūnqiū shídài, znaky zjednodušené 春秋时代, tradiční 春秋時代) je období historie Číny v letech 722–481 př. n. l. (za dynastie Východní Čou). Název je odvozený z díla Letopisy jar a podzimů, kroniky státečku Lu. Podle tradice byl Konfucius editorem této kroniky.
Během období Jar a podzimů došlo k decentralizaci moci. Bylo plné bitev, válek a vzájemného obsazování mezi 170 státečky v oblasti, z nich ale asi jenom 12 mělo větší význam. Také byly časté boje o moc uvnitř jednotlivých států. Nastal ale i rozvoj literatury, filozofie a techniky. Na tuto éru navázalo Období válčících států.

## Pozadí
Období dynastie východní Čou se dělí na dvě období: období Jar a podzimů (722–453 př. n. l.) a období válčících států (453–221 př. n. l.) Poté, co bylo hlavní město dynastie Čou obsazeno barbary, utekl korunní princ Ťi I-Ťiou na východ, kde se mu s pomocí panovníků z Ťin, Čeng a Čchi podařilo vybudovat nové hlavní město u dnešního Luo-jangu v údolí Žluté řeky. Čouská šlechta neměla na východě silnou pozici a její moc se omezovala na malé území kolem hlavního města. Čouové už nikdy nezískali původní autoritu, a přestože i nadále zůstávali formálními vládci, reálnou moc neměli.

## Sociální transformace
V tomto období započaly procesy, které vyvrcholily v období válčících států a přinesly zásadní změnu ve výrobních a vlastnických vztazích. Rozšíření použití železných nástrojů v zemědělství a řemeslech umožnilo zintenzivnění obdělávání půdy. Bylo zavedeno používání pluhu taženého dobytkem a začala se stavět zavlažovací zařízení. Zavedení těchto novinek vedlo k nárůstu produkce, specializaci ve výrobě a nárůstu bohatství ve společnosti. Vytvořila se také vrstva obchodníků, která nebyla závislá na aristokracii a vrstva specializovaných řemeslníků. Nastal také rozvoj literatury, filozofie a techniky.

## Povaha válek
Během období Jar a podzimů tedy došlo k decentralizaci moci. Bylo plné bitev, válek a vzájemného obsazování mezi 170 státečky v oblasti. Válka byla hybným momentem – války se vedly krátké a krvavé, útoky měly podobu vpádu na území jiného státu. Šlechta bojovala na válečných vozech a pěšáci se rekrutovali z řad obyčejného obyvatelstva. Boj byl veden gentlemansky – aristokraté se navzájem znali z audiencí, bylo neslušné zajmout někoho s vyšším postavením, vozy byly nízké kvality, často zapadaly a s jejich vytahováním pomáhali i nepřátelští vojáci.

## Doba hegemonie
Čínské státečky začaly být ohrožovány barbarskými kmeny. Nejdříve na ně začali útočit ze severu barbaři Ti 狄, kteří byli nejprve rolníky, ale pro zhoršující se podmínky přešli na rolnicko-pastevecký způsob života. Roku 662 př. n. l. zničili stát Wej. Z jihu zase útočil polobarbarský stát Čchu, u kterého neexistoval konflikt mezi šlechtou a panovníkem (byl to první despotický stát v čínských dějinách), a proto konsolidoval moc a získal převahu nad rozdrobenými státy. V osmém století před naším letopočtem se probojovali až do centrální planiny.
Čínské státy se tomuto nebezpečí bránily tak, že vytvářely aliance. Aliance vedli tzv. hegemoni Pa 霸, a podle nich se toto období někdy označuje také jako doba hegemonie. Aliance vytvářely slabší státy na obranu proti silnějším a tento systém přetrval až do období válčících států. Hegemonům se podařilo odrazit nápor státu Čchu a porazit barbary Ti.
Mezi tradičních pět hegemonů se řadí:
- Čchi Chuan Kung 齐桓公 (685–643 př. n. l.)
- Sung Siang Kung 宋襄公 (650–637 př. n. l.)
- Čchin Mu Kung 秦穆公 (659–621 př. n. l.)
- Čchu Čuan Wang 楚庄王 (613–591 př. n. l.)
- Ťin Wen Kung 晋文公 (636–628 př. n. l.)

Aliance vedené hegemony se vytvářely kolem dvou nejsilnějších států – států Ťin a Čchu. V roce 632 př. n. l. porazila aliance vedená hegemonem Wen-kungem z Ťinu stát Čchu v bitvě u Čcheng-pchu, zastavila jeho expanzi a do konce šestého století př. n. l. byla nastolena rovnováha. V roce 546 př. n. l. se konala mírová konference v hlavním městě státu Sung, která nastolila mír mezi dvěma hlavními bloky a po této konferenci až do konce období Jar a podzimů nebyly téměř žádné konflikty. Roku 453 př. n. l. se stát Ťin z důvodu občanské války rozpadl na tři nástupnické státy Čao 赵, Chan 韩 a Wej 魏 a tato událost znamenala nástup období válčících států.